# Уиннебейго (округ, Айова)
Уиннебе́йго (англ. Winnebago County) — округ в США, штате Айова. На 2000 год численность населения составляла 11 723 человек. По оценке бюро переписи населения США в 2009 году население округа составляло 10 602 человек. Окружным центром является город Форест-Сити.

## История
Округ Уиннебейго был сформирован в 15 января 1851 года.

## География
Согласно данным Бюро переписи населения США площадь округа Уиннебейго составляет 1037 км².

### Основные шоссе
- Шоссе 69
- Автострада 9

### Соседние округа
- Фэрибо, Миннесота (северо-запад)
- Фриборн, Миннесота (северо-восток)
- Уэрт (восток)
- Ханкок (юг)
- Коссут (запад)
- Серро-Гордо (юго-восток)

## Климат
Согласно данным представленным Национальной метеорологической службой США, по системе классификации климатов Кёппена, в округе Уиннебейго преимущественно жаркий летний влажный континентальный климат, на климатических картах сокращённо обозначаемый аббревиатурой «Dfa».

## Демография
По данным переписи населения 2000 года в округе проживало 11 723 жителей. Среди них 22,2 % составляли дети до 18 лет, 18,6 % люди возрастом более 65 лет. 51,0 % населения составляли женщины.
Национальный состав был следующим: 97,8 % белых, 0,3 % афроамериканцев, 0,3 % представителей коренных народов, 0,8 % азиатов, 3,2 % латиноамериканцев. 0,7 % населения являлись представителями двух или более рас.
Средний доход на душу населения в округе составлял $18494. 10,2 % населения имело доход ниже прожиточного минимума. Средний доход на домохозяйство составлял $43187.
Также 87,3 % взрослого населения имело законченное среднее образование, а 16,5 % имело высшее образование.